# Championnats d'Italie de patinage artistique
Les championnats  d'Italie de patinage artistique (en italien : Campionati italiani di pattinaggio di figura) sont organisés chaque année.

## Palmarès
(Tableau encore incomplet)
| Date                                                                      | Lieu               | Messieurs                | Dames                  | Couples                              | Danse                                    |
| ------------------------------------------------------------------------- | ------------------ | ------------------------ | ---------------------- | ------------------------------------ | ---------------------------------------- |
| 1914                                                                      |                    | Alberto Bonacossa        |                        |                                      |                                          |
| 1921                                                                      |                    | Alberto Bonacossa        |                        |                                      |                                          |
| 1942                                                                      |                    | Carlo Fassi              |                        | Grazia Barcellona et Carlo Fassi     |                                          |
| 1943                                                                      |                    | Carlo Fassi              |                        | Grazia Barcellona et Carlo Fassi     |                                          |
| Pas de compétitions en 1944 et 1945 à cause de la Seconde Guerre mondiale |                    |                          |                        |                                      |                                          |
| 1946                                                                      |                    | Carlo Fassi              |                        | Grazia Barcellona et Carlo Fassi     |                                          |
| 1947                                                                      |                    | Carlo Fassi              |                        | Grazia Barcellona et Carlo Fassi     |                                          |
| 1948                                                                      |                    | Carlo Fassi              | Grazia Barcellona      | Grazia Barcellona et Carlo Fassi     |                                          |
| 1949                                                                      |                    | Carlo Fassi              | Grazia Barcellona      | Grazia Barcellona et Carlo Fassi     |                                          |
| 1950                                                                      |                    | Carlo Fassi              | Grazia Barcellona      | Grazia Barcellona et Carlo Fassi     |                                          |
| 1951                                                                      |                    | Carlo Fassi              | Grazia Barcellona      | Grazia Barcellona et Carlo Fassi     |                                          |
| 1952                                                                      |                    | Carlo Fassi              | Grazia Barcellona      | Grazia Barcellona et Carlo Fassi     |                                          |
| 1953                                                                      |                    | Carlo Fassi              |                        | Grazia Barcellona et Carlo Fassi     |                                          |
| 1954                                                                      | Milan              | Carlo Fassi              | Fiorella Negro         | Grazia Barcellona et Carlo Fassi     | Bona Giammona / Giancarlo Sioli          |
| 1955                                                                      | Turin              | Sergio Bellé             | Fiorella Negro         | Titre non décerné                    | Bona Giammona / Giancarlo Sioli          |
| 1956                                                                      | Cortina d'Ampezzo  | Sergio Brosio            |                        | Titre non décerné                    | Bona Giammona / Giancarlo Sioli          |
| 1957                                                                      |                    | Sergio Brosio            | Anna Galmarini         | Titre non décerné                    | Bona Giammona / Giancarlo Sioli          |
| 1958                                                                      |                    | Sergio Brosio            | Anna Galmarini         | Titre non décerné                    | Adriana Giuggiolini / Germano Ceccattini |
| 1959                                                                      |                    | Sergio Brosio            | Anna Galmarini         | Titre non décerné                    | Adriana Giuggiolini / Germano Ceccattini |
| 1960                                                                      | Asiago             | Sergio Brosio            | Anna Galmarini         | Titre non décerné                    | Olga Gilardi / Germano Ceccatini         |
| 1961                                                                      | Milan              | Giordano Abbondati       | Christa von Kuczkowski | Titre non décerné                    | Olga Gilardi / Germano Ceccatini         |
| 1962                                                                      | Milan              | Giordano Abbondati       | Sandra Brugnera        | Titre non décerné                    | Olga Gilardi / Germano Ceccatini         |
| 1963                                                                      | Bolzano            | Giordano Abbondati       | Sandra Brugnera        | Titre non décerné                    |                                          |
| 1964                                                                      | Milan              | Giordano Abbondati       | Sandra Brugnera        | Titre non décerné                    |                                          |
| 1965                                                                      | Milan              | Giordano Abbondati       | Rita Trapanese         | Titre non décerné                    |                                          |
| 1966                                                                      | Cortina d'Ampezzo  | Giordano Abbondati       | Rita Trapanese         | Titre non décerné                    | Susanna Carpani / Sergio Pirelli         |
| 1967                                                                      | Gênes              | Giordano Abbondati       | Rita Trapanese         | Titre non décerné                    | Susanna Carpani / Sergio Pirelli         |
| 1968                                                                      | Milan              | Giordano Abbondati       | Rita Trapanese         | Titre non décerné                    | Susanna Carpani / Sergio Pirelli         |
| 1969                                                                      | Mérano             | Stefano Bargauan         | Rita Trapanese         | Titre non décerné                    | Matilde Ciccia / Lamberto Ceserani       |
| 1970                                                                      | Mérano             | Stefano Bargauan         | Rita Trapanese         | Titre non décerné                    | Matilde Ciccia / Lamberto Ceserani       |
| 1971                                                                      | Ortisei            | Stefano Bargauan         | Rita Trapanese         | Titre non décerné                    | Matilde Ciccia / Lamberto Ceserani       |
| 1972                                                                      |                    | Stefano Bargauan         | Rita Trapanese         | Titre non décerné                    | Matilde Ciccia / Lamberto Ceserani       |
| 1973                                                                      | Milan              | Stefano Bargauan         | Cinzia Frosio          | Titre non décerné                    | Matilde Ciccia / Lamberto Ceserani       |
| 1974                                                                      | Turin              | Rolando Bragaglia        | Cinzia Frosio          | Titre non décerné                    | Matilde Ciccia / Lamberto Ceserani       |
| 1975                                                                      | Mérano             | Rolando Bragaglia        | Susanna Driano         | Titre non décerné                    | Matilde Ciccia / Lamberto Ceserani       |
| 1976                                                                      |                    | Rolando Bragaglia        | Susanna Driano         | Titre non décerné                    | Matilde Ciccia / Lamberto Ceserani       |
| 1977                                                                      |                    |                          | Susanna Driano         | Titre non décerné                    | Isabella Rizzi / Luigi Freroni           |
| 1978                                                                      |                    |                          | Susanna Driano         | Titre non décerné                    | Isabella Rizzi / Luigi Freroni           |
| 1979                                                                      |                    |                          | Susanna Driano         | Titre non décerné                    | Isabella Rizzi / Luigi Freroni           |
| 1980                                                                      |                    |                          | Susanna Driano         | Titre non décerné                    |                                          |
| 1981                                                                      |                    | Bruno Delmaestro         | Karin Telser           | Titre non décerné                    | Elisabetta Parisi et Roberto Pelizzola   |
| 1982                                                                      |                    | Bruno Delmaestro         | Karin Telser           | Titre non décerné                    | Isabella Micheli et Roberto Pelizzola    |
| 1983                                                                      |                    | Bruno Delmaestro         | Karin Telser           | Titre non décerné                    | Isabella Micheli et Roberto Pelizzola    |
| 1984                                                                      |                    | Alessandro Riccitelli    | Karin Telser           | Titre non décerné                    | Isabella Micheli et Roberto Pelizzola    |
| 1985                                                                      | Belluno            | Alessandro Riccitelli    | Paola Tosi             | Titre non décerné                    | Isabella Micheli et Roberto Pelizzola    |
| 1986                                                                      |                    | Alessandro Riccitelli    | Beatrice Gelmini       | Titre non décerné                    | Isabella Micheli et Roberto Pelizzola    |
| 1987                                                                      |                    | Alessandro Riccitelli    | Beatrice Gelmini       | Titre non décerné                    | Lia Trovati et Roberto Pelizzola         |
| 1988                                                                      |                    | Alessandro Riccitelli    | Beatrice Gelmini       | Titre non décerné                    | Lia Trovati et Roberto Pelizzola         |
| 1989                                                                      |                    | Alessandro Riccitelli    | Sabine Contini         | Titre non décerné                    | Stefania Calegari et Pasquale Camerlengo |
| 1990                                                                      |                    | Alessandro Riccitelli    | Beatrice Gelmini       | Titre non décerné                    |                                          |
| 1991                                                                      |                    | Alessandro Riccitelli    | Beatrice Gelmini       | Anna Tabacchi et Massimino Salvade   | Stefania Calegari et Pasquale Camerlengo |
| 1992                                                                      |                    | Gilberto Viadana         | Margaret Schlater      | Anna Tabacchi et Massimino Salvade   | Stefania Calegari et Pasquale Camerlengo |
| 1993                                                                      |                    | Fabrice Garattoni        | Christina Mauri        |                                      | Stefania Calegari et Pasquale Camerlengo |
| 1994                                                                      |                    | Fabrice Garattoni        | Silvia Fontana         | Marta Andrella et Dmitri Kaploun     |                                          |
| 1995                                                                      |                    | Fabrice Garattoni        | Vanessa Giunchi        | Marta Andrella et Dmitri Kaploun     | Barbara Fusar-Poli et Maurizio Margaglio |
| 1996                                                                      |                    | Fabrice Garattoni        | Silvia Fontana         |                                      | Barbara Fusar-Poli et Maurizio Margaglio |
| 1997                                                                      |                    | Gilberto Viadana         | Tony Bombardieri       | Titre non décerné                    | Barbara Fusar-Poli et Maurizio Margaglio |
| 1998                                                                      |                    | Gilberto Viadana         | Tony Bombardieri       | Titre non décerné                    | Barbara Fusar-Poli et Maurizio Margaglio |
| 1999                                                                      | Milan              | Angelo Dolfini           | Silvia Fontana         | Titre non décerné                    | Barbara Fusar-Poli et Maurizio Margaglio |
| 2000                                                                      | Merano             | Angelo Dolfini           | Silvia Fontana         | Titre non décerné                    | Barbara Fusar-Poli et Maurizio Margaglio |
| 2001                                                                      |                    | Angelo Dolfini           | Vanessa Giunchi        | Michela Cobisi et Ruben De Pra       | Barbara Fusar-Poli et Maurizio Margaglio |
| 2002                                                                      | Renon              | Angelo Dolfini           | Silvia Fontana         | Michela Cobisi et Ruben De Pra       | Barbara Fusar-Poli et Maurizio Margaglio |
| 2003                                                                      | Lecco              | Karel Zelenka            | Carolina Kostner       | Titre non décerné                    | Federica Faiella et Massimo Scali        |
| 2004                                                                      | Milan              | Karel Zelenka            | Valentina Marchei      | Titre non décerné                    | Federica Faiella et Massimo Scali        |
| 2005                                                                      | Merano             | Karel Zelenka            | Carolina Kostner       | Titre non décerné                    | Federica Faiella et Massimo Scali        |
| 2006                                                                      | Sesto San Giovanni | Karel Zelenka            | Carolina Kostner       | Titre non décerné                    | Barbara Fusar-Poli et Maurizio Margaglio |
| 2007                                                                      | Trente             | Karel Zelenka            | Carolina Kostner       | Laura Magitteri et Ondrej Hotarek    | Federica Faiella et Massimo Scali        |
| 2008                                                                      | Milan              | Samuel Contesti          | Valentina Marchei      | Laura Magitteri et Ondrej Hotarek    | Federica Faiella et Massimo Scali        |
| 2009                                                                      | Pignerol           | Samuel Contesti          | Carolina Kostner       | Nicole Della Monica et Yannick Kocon | Federica Faiella et Massimo Scali        |
| 2010                                                                      | Brescia            | Samuel Contesti          | Valentina Marchei      | Nicole Della Monica et Yannick Kocon | Federica Faiella et Massimo Scali        |
| 2011                                                                      | Milan              | Samuel Contesti          | Carolina Kostner       | Stefania Berton et Ondrej Hotarek    | Federica Testa et Christopher Mior       |
| 2012                                                                      | Courmayeur         | Samuel Contesti          | Valentina Marchei      | Stefania Berton et Ondrej Hotarek    | Anna Cappellini et Luca Lanotte          |
| 2013                                                                      | Milan              | Paul Bonifacio Parkinson | Carolina Kostner       | Stefania Berton et Ondrej Hotarek    | Anna Cappellini et Luca Lanotte          |
| 2014                                                                      | Merano             | Ivan Righini             | Valentina Marchei      | Stefania Berton et Ondrej Hotarek    | Anna Cappellini et Luca Lanotte          |
| 2015                                                                      | Turin              | Ivan Righini             | Giada Russo            | Valentina Marchei et Ondrej Hotarek  | Anna Cappellini et Luca Lanotte          |
| 2016                                                                      | Turin              | Ivan Righini             | Giada Russo            | Nicole Della Monica / Matteo Guarise | Anna Cappellini et Luca Lanotte          |
| 2017                                                                      | Egna               | Ivan Righini             | Carolina Kostner       | Nicole Della Monica / Matteo Guarise | Anna Cappellini et Luca Lanotte          |
| 2018                                                                      | Milan              | Matteo Rizzo             | Carolina Kostner       | Nicole Della Monica / Matteo Guarise | Anna Cappellini et Luca Lanotte          |
| 2019                                                                      | Trente             | Daniel Grassl            | Alessia Tornaghi       | Nicole Della Monica / Matteo Guarise | Charlène Guignard / Marco Fabbri         |
| 2020                                                                      | Bergame            | Daniel Grassl            | Alessia Tornaghi       | Nicole Della Monica / Matteo Guarise | Charlène Guignard / Marco Fabbri         |
| 2021                                                                      | Egna               | Daniel Grassl            | Lara Naki Gutmann      | Nicole Della Monica / Matteo Guarise | Charlène Guignard / Marco Fabbri         |
| 2022                                                                      | Turin              | Daniel Grassl            | Lara Naki Gutmann      | Nicole Della Monica / Matteo Guarise | Charlène Guignard / Marco Fabbri         |
| 2023                                                                      | Brunico            | Matteo Rizzo             | Lara Naki Gutmann      | Sara Conti / Niccolò Macii           | Charlène Guignard / Marco Fabbri         |
| 2024                                                                      | Pignerol           | Nikolaj Memola           | Sarina Joos            | Rebecca Ghilardi / Filippo Ambrosini | Charlène Guignard / Marco Fabbri         |
| 2025                                                                      | Varèse             | Daniel Grassl            | Anna Pezzetta          | Sara Conti / Niccolò Macii           | Charlène Guignard / Marco Fabbri         |

## Records
Les records sont ici pour les champions ayant été au moins 6 fois champion d'Italie.
- Catégorie Messieurs :

| Patineurs             | Nombre de titres | Années                                                           |
| --------------------- | ---------------- | ---------------------------------------------------------------- |
| Carlo Fassi           | 11               | 1942, 1943, 1946, 1947, 1948, 1949, 1950, 1951, 1952, 1953, 1954 |
| Giordano Abbondati    | 8                | 1961, 1962, 1963, 1964, 1965, 1966, 1967, 1968                   |
| Alessandro Riccitelli | 8                | 1984, 1985, 1986, 1987, 1988, 1989, 1990, 1991                   |

- Catégorie Dames :

| Patineuses       | Nombre de titres | Années                                               |
| ---------------- | ---------------- | ---------------------------------------------------- |
| Carolina Kostner | 9                | 2003, 2005, 2006, 2007, 2009, 2011, 2013, 2017, 2018 |
| Rita Trapanese   | 8                | 1965, 1966, 1967, 1968, 1969, 1970, 1971, 1972       |
| Susanna Driano   | 6                | 1975, 1976, 1977, 1978, 1979, 1980                   |

- Catégorie Couples :

| Patineurs                        | Nombre de titres | Années                                                                                                  |
| -------------------------------- | ---------------- | --- |
| Grazia Barcellona et Carlo Fassi | 11               | 1942, 1943, 1946, 1947, 1948, 1949, 1950, 1951, 1952, 1953, 1954                                        |
| Nicole Della Monica              | 9                | avec Yannick Kocon (2009, 2010) et Matteo Guarise (2016, 2017, 2018, 2019, 2020, 2021, 2022)            |
| Ondrej Hotarek                   | 7                | avec Laura Magitteri (2007, 2008), Stefania Berton (2011, 2012, 2013, 2014) et Valentina Marchei (2015) |
| Matteo Guarise                   | 7                | avec Nicole Della Monica (2016, 2017, 2018, 2019, 2020, 2021, 2022)                                     |

- Catégorie Danse :

| Patineurs                                | Nombre de titres | Années |
| ---------------------------------------- | ---------------- | --- |
| Barbara Fusar-Poli et Maurizio Margaglio | 9                | 1995, 1996, 1997, 1998, 1999, 2000, 2001, 2002, 2006                                                                      |
| Matilde Ciccia / Lamberto Ceserani       | 8                | 1969, 1970, 1971, 1972, 1973, 1974, 1975, 1976                                                                            |
| Roberto Pelizzola                        | 8                | Avec 3 partenaires: Elisabetta Parisi (1981), Isabella Micheli (1982, 1983, 1984, 1985, 1986) et Lia Trovati (1987, 1988) |
| Federica Faiella et Massimo Scali        | 7                | 2003, 2004, 2005, 2007, 2008, 2009, 2010                                                                                  |
| Anna Cappellini et Luca Lanotte          | 7                | 2012, 2013, 2014, 2015, 2016, 2017, 2018                                                                                  |
| Charlène Guignard / Marco Fabbri         | 7                | 2019, 2020, 2021, 2022, 2023, 2024, 2025                                                                                  |